# Гондурас на летних Олимпийских играх 2016
Гондурас на летних Олимпийских играх 2016 года был представлен 25 спортсменами в 7 видах спорта. Знаменосцем сборной Гондураса на церемонии открытия Игр стал многократный чемпион международных соревнований легкоатлет Роландо Паласиос, а на церемонии закрытия — тхэквондист Мигель Феррера, выступавший в весовой категории до 80 кг.
По итогам соревнований сборная Гондураса, выступавшая на своих одиннадцатых летних Олимпийских играх, вновь осталась без медалей, при этом национальная сборная по футболу была близка к тому, чтобы завоевать первую в истории страны олимпийскую медаль, однако гондурасские футболисты в матче за бронзу уступили олимпийской сборной Нигерии со счётом 2:3.

## Состав сборной
Бокс
1. Теофимо Лопес

 Борьба
Вольная борьба
1. Бренда Бейли

 Дзюдо
1. Рамон Пилета

 Лёгкая атлетика
1. Роландо Паласиос

 Плавание
1. Аллан Гутьеррес
2. Сара Пастрана

 Тхэквондо
1. Мигель Феррера

 Футбол
- Квота 1
- Квота 2
- Квота 3
- Квота 4
- Квота 5
- Квота 6
- Квота 7
- Квота 8
- Квота 9
- Квота 10
- Квота 11
- Квота 12
- Квота 13
- Квота 14
- Квота 15
- Квота 16
- Квота 17
- Квота 18

## Результаты соревнований

### Бокс
Квоты, завоёванные спортсменами являются именными. Если от одной страны путёвки на Игры завоюют два и более спортсмена, то право выбора боксёра предоставляется национальному Олимпийскому комитету. Соревнования по боксу проходят по системе плей-офф. Для победы в олимпийском турнире боксёру необходимо одержать либо четыре, либо пять побед в зависимости от жеребьёвки соревнований. Оба спортсмена, проигравшие в полуфинальных поединках, становятся обладателями бронзовых наград.
Мужчины
| Категория | Спортсмены    | Первый раунд         | Второй раунд         | Четвертьфинал        | Полуфинал            | Финал                | Место                |
| Категория | Спортсмены    | Соперник Результат   | Соперник Результат   | Соперник Результат   | Соперник Результат   | Соперник Результат   | Место                |
| --------- | ------------- | -------------------- | -------------------- | -------------------- | -------------------- | -------------------- | -------------------- |
| до 60 кг  | Теофимо Лопес | FRAС. Умиа (7) П 0:3 | Завершил выступление | Завершил выступление | Завершил выступление | Завершил выступление | Завершил выступление |

### Борьба
В соревнованиях по борьбе, как и на предыдущих трёх Играх, будет разыгрываться 18 комплектов наград. По 6 у мужчин в вольной и греко-римской борьбе и 6 у женщин в вольной борьбе. Турнир пройдёт по олимпийской системе с выбыванием. В утешительный раунд попадают участники, проигравшие в своих поединках будущим финалистам соревнований. Каждый поединок состоит из двух раундов по 3 минуты, победителем становится спортсмен, набравший большее количество технических очков. По окончании схватки, в зависимости от результатов спортсменам начисляются классификационные очки.
Единственную олимпийскую лицензию в борьбе сборная Гаити получила по решению трёхсторонней комиссии.
Женщины
Вольная борьба
| Соревнование | Спортсмены   | Первый раунд       | 1/8 финала         | Четвертьфинал      | Полуфинал          | Финал              | Место |
| Соревнование | Спортсмены   | Соперник Результат | Соперник Результат | Соперник Результат | Соперник Результат | Соперник Результат | Место |
| ------------ | ------------ | ------------------ | ------------------ | ------------------ | ------------------ | ------------------ | ----- |
| до 48 кг     | Бренда Бейли |                    |                    |                    |                    |                    |       |

### Водные виды спорта

#### Плавание
В следующий раунд на каждой дистанции проходят спортсмены, показавшие лучший результат, независимо от места, занятого в своём заплыве.
Мужчины
| Дистанция              | Спортсмены      | Предварительный раунд | Предварительный раунд | Предварительный раунд | Полуфинал | Полуфинал | Полуфинал | Финал     | Финал |
| Дистанция              | Спортсмены      | Заплыв                | Результат             | Место                 | Заплыв    | Результат | Место     | Результат | Место |
| ---------------------- | --------------- | --------------------- | --------------------- | --------------------- | --------- | --------- | --------- | --------- | ----- |
| 100 метров баттерфляем | Аллан Гутьеррес |                       |                       |                       |           |           |           |           |       |

Женщины
| Дистанция                 | Спортсмены    | Предварительный раунд | Предварительный раунд | Предварительный раунд | Полуфинал             | Полуфинал             | Полуфинал             | Финал                 | Финал                 |
| Дистанция                 | Спортсмены    | Заплыв                | Результат             | Место                 | Заплыв                | Результат             | Место                 | Результат             | Место                 |
| ------------------------- | ------------- | --------------------- | --------------------- | --------------------- | --------------------- | --------------------- | --------------------- | --------------------- | --------------------- |
| 200 метров вольным стилем | Сара Пастрана | 2                     | 2:03,19               | 38                    | завершила выступление | завершила выступление | завершила выступление | завершила выступление | завершила выступление |

### Дзюдо
Соревнования по дзюдо проводились по системе с выбыванием. В утешительные раунды попадали спортсмены, проигравшие полуфиналистам турнира. Два спортсмена, одержавших победу в утешительном раунде, в поединке за бронзу сражались с дзюдоистами, проигравшими в полуфинале.
Мужчины
| Категория    | Спортсмены   | 1/32 финала        | 1/16 финала        | 1/8 финала         | Четвертьфинал      | Полуфинал          | Финал              | Место |
| Категория    | Спортсмены   | Соперник Результат | Соперник Результат | Соперник Результат | Соперник Результат | Соперник Результат | Соперник Результат | Место |
| ------------ | ------------ | ------------------ | ------------------ | ------------------ | ------------------ | ------------------ | ------------------ | ----- |
| свыше 100 кг | Рамон Пилета |                    |                    |                    |                    |                    |                    |       |

### Лёгкая атлетика
Мужчины
Беговые дисциплины
| Дисциплина        | Спортсмен        | Предварительный раунд | Предварительный раунд | Предварительный раунд | Четвертьфиналы | Четвертьфиналы | Четвертьфиналы | Полуфиналы           | Полуфиналы           | Полуфиналы           | Финал                | Финал                |
| Дисциплина        | Спортсмен        | Забег                 | Время                 | Место                 | Забег          | Время          | Место          | Забег                | Время                | Место                | Время                | Место                |
| ----------------- | ---------------- | --------------------- | --------------------- | --------------------- | -------------- | -------------- | -------------- | -------------------- | -------------------- | -------------------- | -------------------- | -------------------- |
| бег на 200 метров | Роландо Паласиос | 6                     | 21,32                 | 7                     | не проводится  | не проводится  | не проводится  | завершил выступление | завершил выступление | завершил выступление | завершил выступление | завершил выступление |

### Тхэквондо
Соревнования по тхэквондо проходят по системе с выбыванием. Для победы в турнире спортсмену необходимо одержать 4 победы. Тхэквондисты, проигравшие по ходу соревнований будущим финалистам, принимают участие в утешительном турнире за две бронзовые медали.
Единственную олимпийскую лицензию в тхэквондо стране принёс Мигель Феррера, получивший wild card на участие в Играх в Рио-де-Жанейро.
Мужчины
| Категория | Спортсмены     | Первый раунд       | Четвертьфинал      | Полуфинал          | Финал              | Место |
| Категория | Спортсмены     | Соперник Результат | Соперник Результат | Соперник Результат | Соперник Результат | Место |
| --------- | -------------- | ------------------ | ------------------ | ------------------ | ------------------ | ----- |
| до 80 кг  | Мигель Феррера |                    |                    |                    |                    |       |

### Футбол

#### Мужчины
Олимпийская сборная Гондураса квалифицировалась на Игры, одержав победу в олимпийском квалификационном турнире КОНКАКАФ 2015 года. В мужском олимпийском турнире примут участие сборные, составленные из игроков не старше 23 лет (родившиеся после 1 января 1993 года). Также в заявку могут войти не более 3-х футболистов старше этого возраста. Гондурас в четвёртый раз за последние пять Олимпийских игр будет представлен в мужском футбольном турнире.
Состав
| №              | Имя               | Клуб                    | Дата рождения    | Возраст | Игр     | Голов   |
| Вратари        | Вратари           | Вратари                 | Вратари          | Вратари | Вратари | Вратари |
| -------------- | ----------------- | ----------------------- | ---------------- | ------- | ------- | ------- |
| 1              | Луис Лопес        | Реал Эспанья            | 13 сентября 1993 | 22      | 1       | 0       |
| 18             | Харольд Фонсека   | Хутикальпа              | 8 октября 1993   | 22      | 0       | 0       |
| Защитники      |                   |                         |                  |         |         |         |
| 2              | Хонатан Пас       | Депортиво Реал Сосьедад | 18 июня 1995     | 21      | 1       | 0       |
| 3              | Марсело Перейра   | Мотагуа                 | 27 мая 1995      | 21      | 1       | 1       |
| 4              | Кевин Альварес    | Олимпия                 | 3 августа 1996   | 20      | 1       | 0       |
| 5              | Альянс Варгас     | Реал Эспанья            | 25 сентября 1993 | 22      | 1       | 0       |
| 8              | Джонни Паласиос*  | Олимпия                 | 20 декабря 1986  | 29      | 1       | 0       |
| 16             | Брайан Гарсия     | Вида                    | 26 мая 1993      | 23      | 1       | 0       |
| Полузащитники  |                   |                         |                  |         |         |         |
| 6              | Брайан Акоста (к) | Реал Эспанья            | 24 ноября 1993   | 22      | 1       | 0       |
| 7              | Брайан Рамирес    | Хутикальпа              | 16 июня 1994     | 22      | 0       | 0       |
| 10             | Оскар Салас       | Олимпия                 | 8 декабря 1993   | 22      | 0       | 0       |
| 11             | Марсело Эспиналь  | без клуба               | 24 февраля 1993  | 23      | 1       | 0       |
| 13             | Хоу Бенавидес     | Реал Эспанья            | 26 декабря 1995  | 20      | 1       | 0       |
| 14             | Эльдер Торрес     | Реал Монаркс            | 14 апреля 1995   | 21      | 0       | 0       |
| 15             | Аллан Банегас     | Марафон                 | 4 октября 1993   | 22      | 1       | 0       |
| Нападающие     |                   |                         |                  |         |         |         |
| 9              | Энтони Лосано     | Тенерифе                | 25 апреля 1993   | 23      | 1       | 1       |
| 12             | Ромель Киото*     | Олимпия                 | 9 августа 1991   | 24      | 1       | 1       |
| 17             | Альберт Элис      | Олимпия                 | 12 февраля 1996  | 20      | 1       | 0       |
| Главный тренер |                   |                         |                  |         |         |         |
| Флаг Колумбии  | Хорхе Луис Пинто  | Хорхе Луис Пинто        | 16 декабря 1952  | 63      |         |         |

Результаты
Групповой этап (Группа D)
| М | Команда    | И | В | Н | П | Мячи  | ±  | О |
| - | ---------- | - | - | - | - | ----- | -- | - |
| 1 | Португалия | 3 | 2 | 1 | 0 | 5 − 2 | +3 | 7 |
| 2 | Гондурас   | 3 | 1 | 1 | 1 | 5 − 5 | 0  | 4 |
| 3 | Аргентина  | 3 | 1 | 1 | 1 | 3 − 4 | −1 | 4 |
| 4 | Алжир      | 3 | 0 | 1 | 2 | 4 − 6 | −2 | 1 |

| 4 августа 2016 15:00 UTC-3            | \| Гондурас \| 3:2 (2:0) Отчёт \| Алжир \| \| Ромель 13′ · Перейра 33′ · Лосано 79′ \| Голы \| Бендебка 68′ · Бунеджах 85′ \| | Стадион: Олимпийский стадион, Рио-де-Жанейро Судья: Сандро Риччи |
| Гондурас                              | 3:2 (2:0) Отчёт | Алжир                                                            |
| Ромель 13′ · Перейра 33′ · Лосано 79′ | Голы | Бендебка 68′ · Бунеджах 85′                                      |

| 7 августа 2016 15:00 UTC-3 | \| Гондурас \| 1:2 (1:2) Отчёт \| Португалия \| \| Элис 1′ \| Голы \| Фигейреду 21′ · Пасиенсия 36′ \| | Стадион: Олимпийский стадион, Рио-де-Жанейро Зрителей: 32 928 Судья: Родди Самбрано |
| Гондурас                   | 1:2 (1:2) Отчёт                                                                                        | Португалия                                                                          |
| Элис 1′                    | Голы                                                                                                   | Фигейреду 21′ · Пасиенсия 36′                                                       |

| 10 августа 2016 13:00 UTC-3 | \| Аргентина \| 1:1 (0:0) Отчёт \| Гондурас \| \| Мартинес 90+3′ \| Голы \| Лосано 75′ (пен.) \| | Стадион: Национальный стадион, Бразилиа Зрителей: 16 029 Судья: Антонио Матео Лаос |
| Аргентина                   | 1:1 (0:0) Отчёт                                                                                  | Гондурас                                                                           |
| Мартинес 90+3′              | Голы                                                                                             | Лосано 75′ (пен.)                                                                  |